# (23025) 1999 WR9
(23025) 1999 WR9 est un objet de la ceinture principale d'astéroïdes extérieure découvert en 1999.

## Description
(23025) 1999 WR9 a été découvert le 30 novembre 1999 à l'observatoire astronomique d'Ōizumi, situé à Ōizumi, dans la préfecture de Gunma, au Japon, par Takao Kobayashi.

### Caractéristiques orbitales
L'orbite de cet astéroïde est caractérisée par un demi-grand axe de 3,42 UA, un périhélie de 3,11 UA, une excentricité de 0,09 et une inclinaison de 6,89° par rapport à l'écliptique. Du fait de ces caractéristiques, à savoir un demi-grand axe entre 3,2 et 4,6 UA, il est classé, selon la JPL Small-Body Database, comme objet de la ceinture principale d'astéroïdes extérieure.

### Caractéristiques physiques
(23025) 1999 WR9 a une magnitude absolue (H) de 12,6 et un albédo estimé à 0,204.